# Pitchcombe
Pitchcombe är en civil parish i Storbritannien. Den ligger i grevskapet Gloucestershire och riksdelen England, i den södra delen av landet, 150 km väster om huvudstaden London.